# غوزن فارس
غوزن فارس (بالفارسية: گوزن فارس) هي قرية تقع في غلستان في إيران. يقدر عدد سكانها بـ 1,178 نسمة .